# حذاء
الحِذاء (الجمع: أَحْذِيَة) أو النَّعْل (الجمع: نِعال) هو لباس للقدمين من أجل حمايتها من العوارض التي تكون على الأرض، فبالأحذية يمكن للإنسان أن يمشي على السطوح القاسية أو الناتئة دون إحداث آلام أو أضرار بالأقدام، ويطلق على صانع الأحذية الإسكافي.
وتعطي الأحذية بالعادة انطباعات عامة عمن يلبسونها، فالأحذية الرياضية تعطي انطباع بالشخصية العملية والاجتماعية، فيما ترتدي السيدات صاحبات الثقة العالية بالنفس والتقدير العالي لذواتهم الأحذية ذات الكعوب المرتفعة، وتحرص الشخصيات الغامضة على الأحذية الشتوية، فيما ترتدي الشخصيات البسيطة والأنثوية الأحذية المسطحة.
تستخدم الجلود بأنواعها في صناعة الأحذية، حيث تجلب جلود الحيوانات وتعالج بالدباغة لإعطائها النعومة والطراوة اللازمة فتشكل على شكل القدم بتقطيعها إلى قطع بواسطة سكاكين خاصة حادة جداً وتخاط تلك القطع لتشكل حذاء مناسب. هناك قياسات مختلفة لحجم الأحذية متعارف عليها عالمياً. أنواع الأحذية أو ما يلبس بالقدمين لحمايتها وإراحتها:
- الجزم: وهي أحذية برقبة قد تصل لحد الركبة، وقد تلبس حسب الموضة أو لأداء غرض خاص.
- الأحذية: وهي تكون لتغطية القدم لحد الكاحل.
- الصنادل: وهي أحذية خفيفة مفتوحة الجوانب تستخدم صيفاً عادة.
- الجوارب: تلبس عادة تحت الأحذية لإعطاء القدمين الدفء اللازم.

هناك أحذية خاصة تستخدم لأغراض ومهام خاصة كأن تكون مطاطية للألعاب الرياضية، أو مطاطية طويلة الرقبة للخوض بها في المياه، أو تكون مدعمة من المقدمة بقطعة معدنية لحماية أصابع القدمين من سقوط الأثقال عليها وتسمى بأحذية السلامة. وهناك أحذية رقيقة وناعمة مصنوعة من القماش أو الجلد الطري جداً وتستخدم لرقص الباليه، وهناك النعل والشحاطات والقباقيب الخشبية أو البلاستيكية.
ومن أسماء الحذاء: المداس، التليك، الحذوة، الزنوبة، الشحاطة، الصباط (بالمغربية).

## معرض الصور

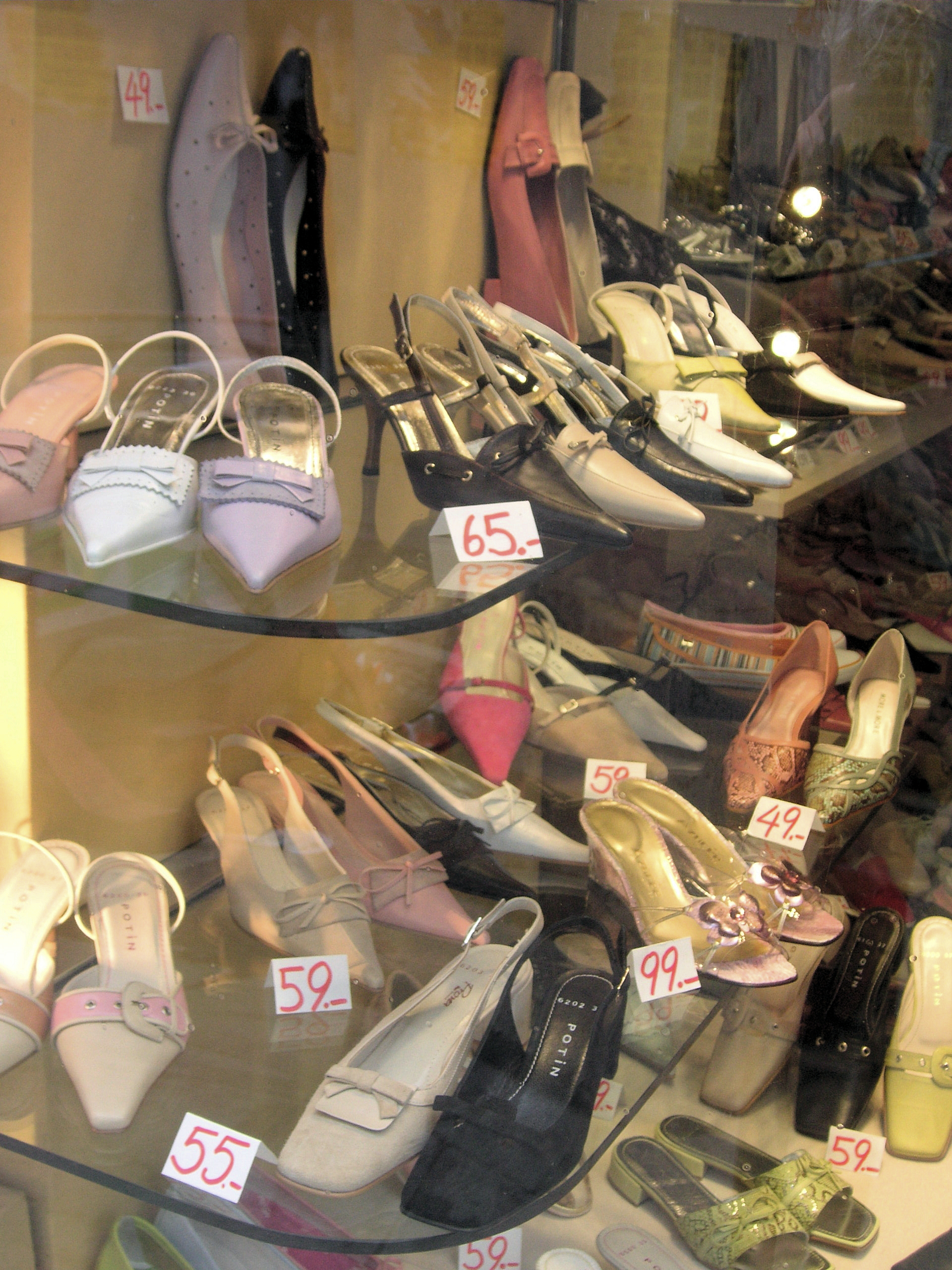
أحذية نسائية
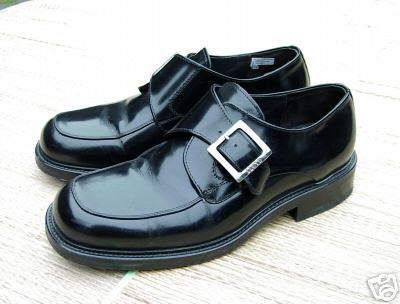
حذاء شبه رسمي
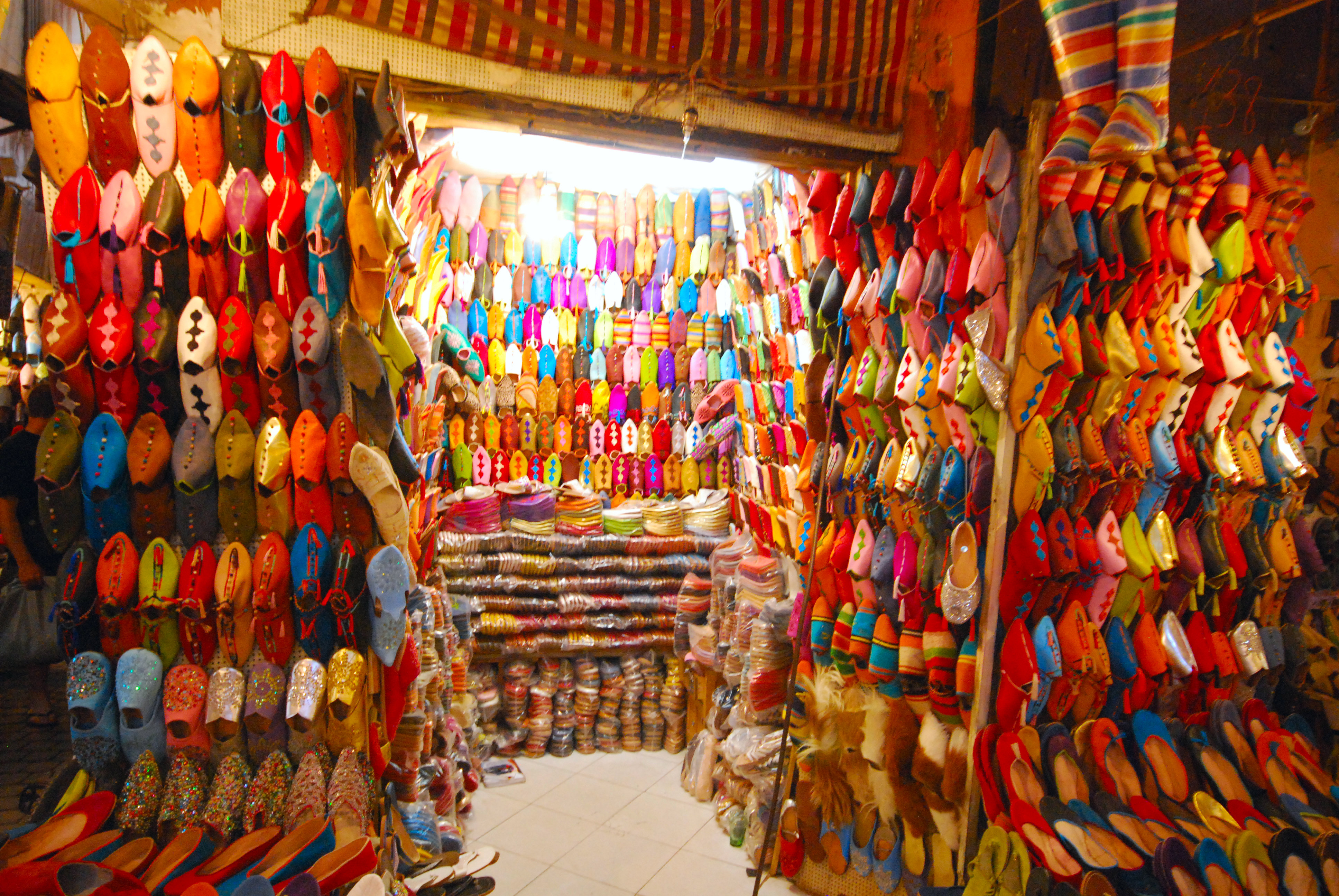
نعال تقليدية في مراكش.
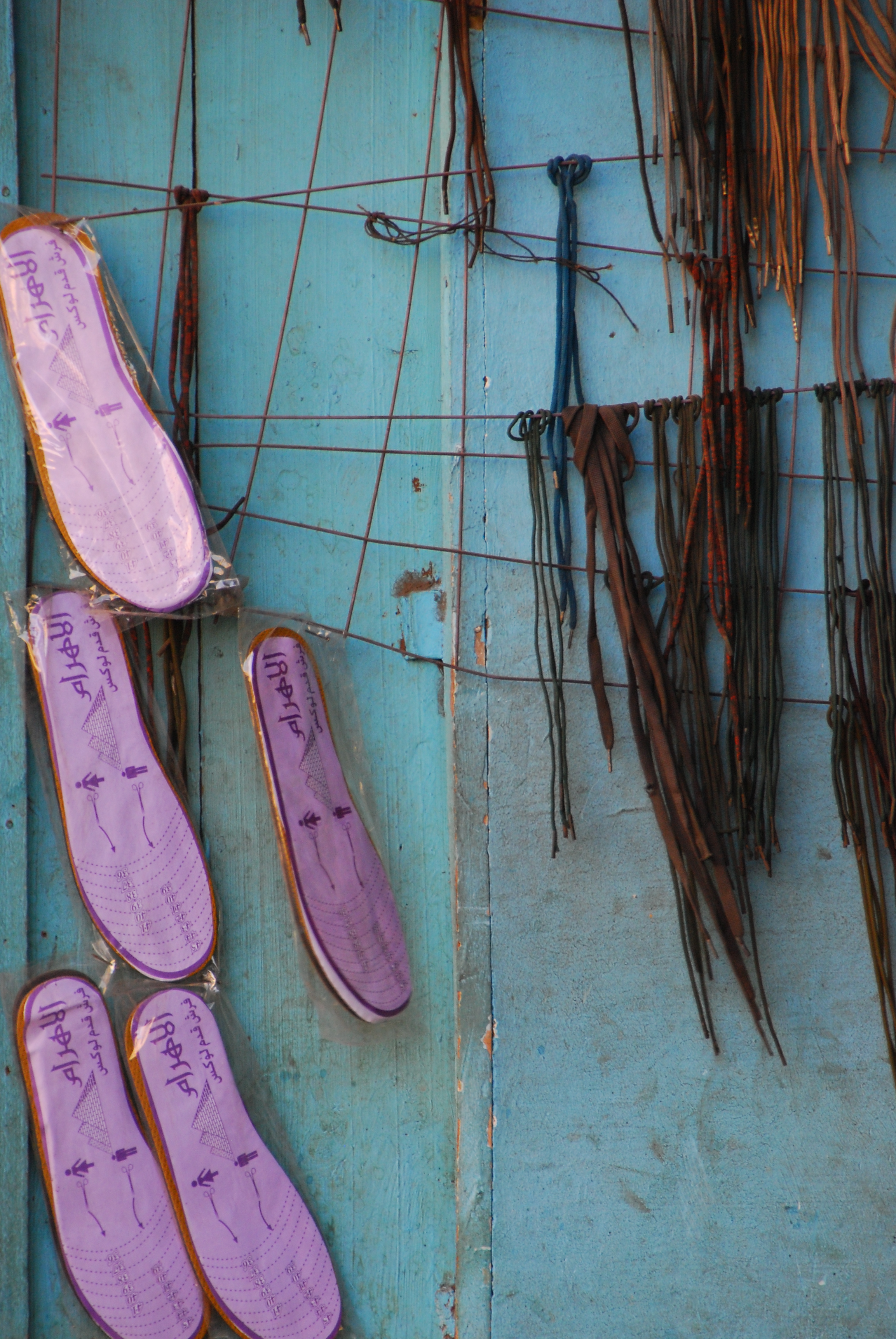
ضبان الحذاء ورباط الحذاء.
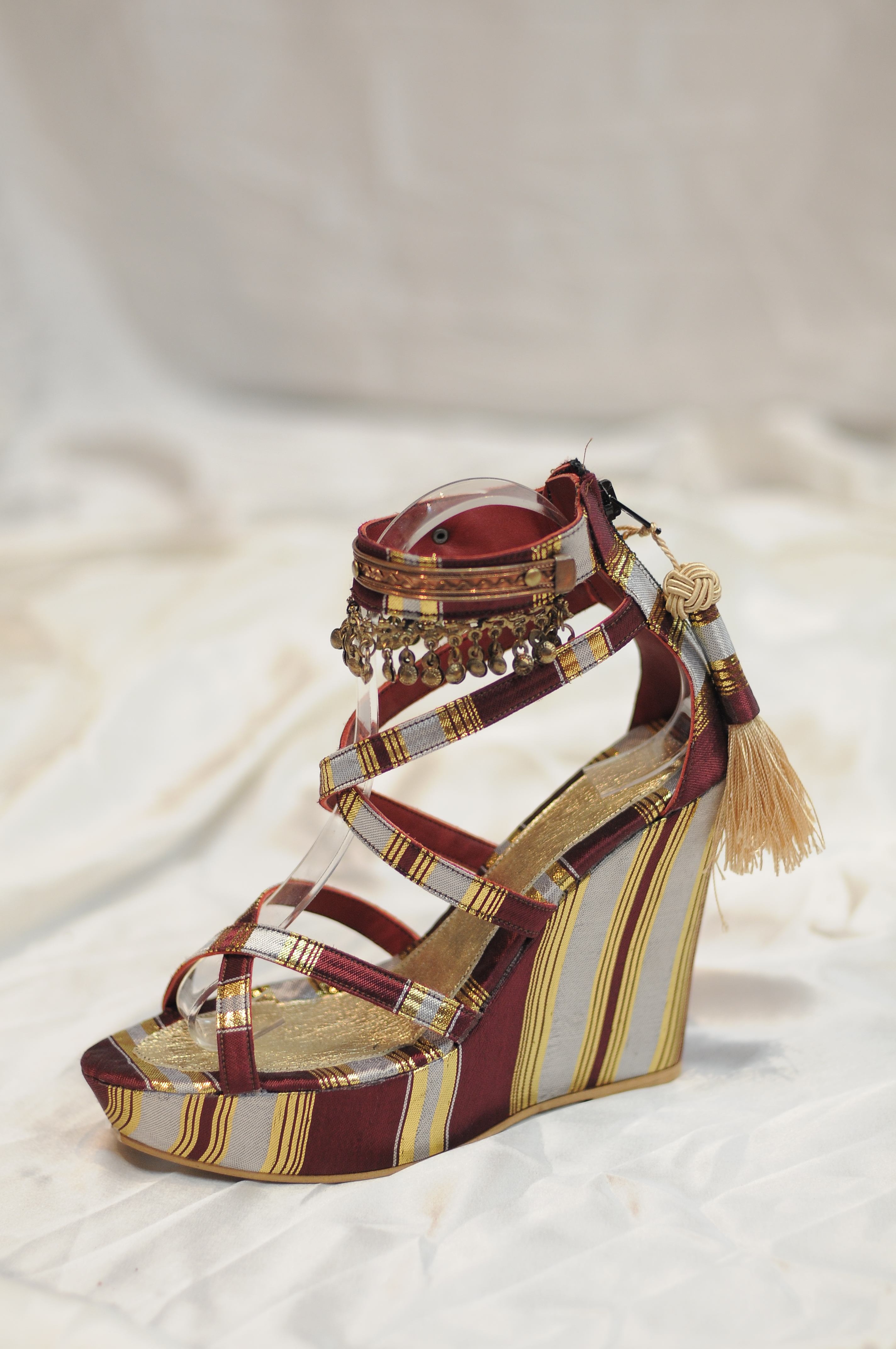
حذاء نسواني تونسي يلبس فالأعراس
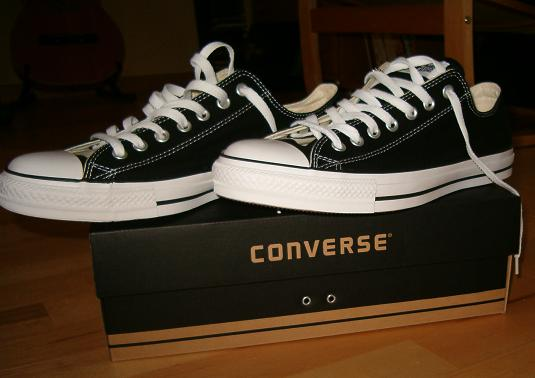
حِذاءٌ رياضي